# Сьверчини (Лодзинське воєводство)
Сьверчини (пол. Świerczyny) — село в Польщі, у гміні Кобелі-Великі Радомщанського повіту Лодзинського воєводства.
Населення — 62 особи (2011).
У 1975-1998 роках село належало до Пйотрковського воєводства.

## Демографія
Демографічна структура станом на 31 березня 2011 року:
|          | Загалом | Допрацездатний вік | Працездатний вік | Постпрацездатний вік |
| -------- | ------- | ------------------ | ---------------- | -------------------- |
| Чоловіки | 29      | 5                  | 23               | 1                    |
| Жінки    | 33      | 7                  | 16               | 10                   |
| Разом    | 62      | 12                 | 39               | 11                   |